# Рокфортин
Рокфорти́н C, или просто рокфортин, — индольный алкалоид, микотоксин, продуцируемый рядом видов рода Penicillium, в частности, Penicillium roqueforti.
Нервно-паралитический токсин, содержащийся в небольших количествах в сыре, производимом с использованием культур пеницилла рокфорового.

## Свойства
При экстракции метанолом кристаллизуется с образованием бесцветных игольчатых кристаллов с температурой плавления 202—205 °C.
Максимумы поглощения ультрафиолета — при 323, 238, 210 нм.
Промежуточный продукт синтеза другого микотоксина оксалина видом Penicillium oxalicum.
ЛД50 рокфортина для мышей-самцов составляет 15—159 мг/кг при интраперитонеальном введении.

## История
Впервые выделен и охарактеризован в 1976 году П. М. Скоттом, М.-А. Мерриен и Дж. Полонски в качестве основного метаболита Penicillium roqueforti.
Биологическое происхождение токсина в сыре, производимом с использованием пеницилла рокфорового, было экспериментально подтверждено в 1983 году.